# Skorumpowani (film 1984)
Skorumpowani (fr. Les ripoux) – francuski film z 1984 roku w reżyserii Claude’a Zidiego.

## Nagrody i nominacje
César
1985 wygrane
- w kategorii Najlepszy film Claude Zidi
- w kategorii Najlepszy reżyser Claude Zidi
- w kategorii Najlepszy montaż Nicole Saunier

1985 nominacje
- w kategorii Najlepszy aktor Philippe Noiret
- w kategorii Najlepszy scenariusz oryginalny Claude Zidi